# Hôtel de ville d'Halifax
L'Hôtel de ville d'Halifax est le siège du gouvernement municipal d'Halifax en Nouvelle-Écosse.
Il a été construit entre 1887 et 1890, et a été reconnu formellement en 1984. Construit dans un style victorien tardif, c'est un bel exemple d'hôtel de ville érigé au XIXe siècle dans un centre urbain alors en pleine expansion.

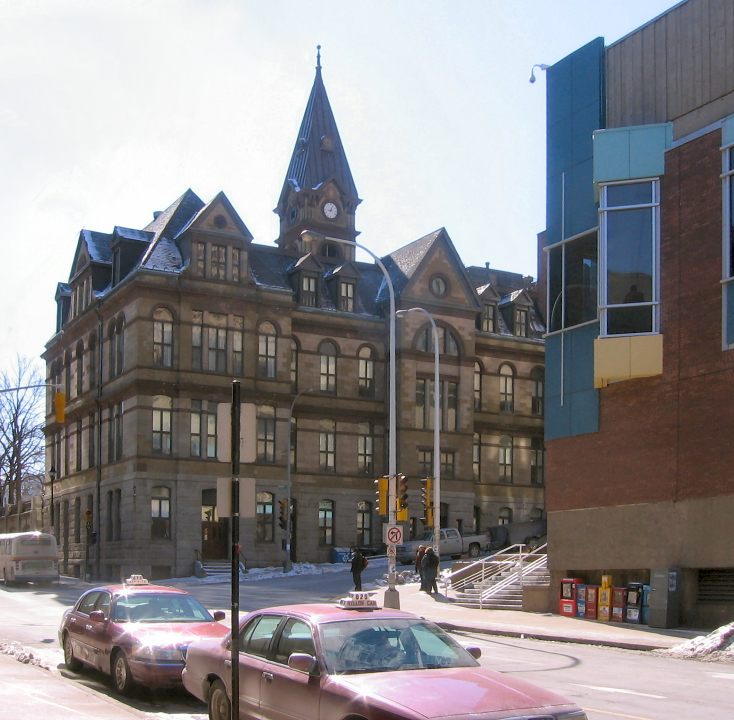
Hôtel de ville d'Halifax